# 孙继争
孙继争（1917年—2000年），男，四川宣汉人，中华人民共和国军事人物，中国人民解放军少将，曾任中国人民志愿军炮兵32师师长、福州军区炮兵副司令员。